# Degeneration
Degeneration (von lateinisch de- ‚ent-‘; genus ‚Art‘, ‚Geschlecht‘), auch Entartung,  ist ein in der medizinischen Wissenschaft gebräuchlicher Oberbegriff für formale, strukturelle u. funktionelle Abweichungen von der Norm. Der Begriff wird meist im Sinne einer Funktionseinschränkung durch Verschleiß bzw. Abnutzung verwendet (z. B. degenerative Veränderung der Sehne oder degenerative Gelenkerkrankungen).
Im modernen medizinischen Sprachgebrauch wird unter Degeneration die Rückbildung und der Verfall vorwiegend ganzer Gewebe oder Organe verstanden:
- einen Abbau oder Funktionsverlust anlagebedingt oder aufgrund von chronischen Schädigungsfaktoren („degenerative Erkrankungen“) oder unzureichendem Gebrauch (siehe hierzu auch Atrophie und Dystrophie),
- eine Rückentwicklung nicht mehr gebrauchter Körperteile im Laufe der Evolution oder der Alterung bzw. individuellen Reifung (präziser als Involution bezeichnet).

## Begriffsabgrenzung
Bei Rückfall in „primitivere“ Verhaltensmuster wird der Begriff Regression verwendet, ein psychoanalytisch gefärbter Begriff. Das Gegenteil der biologisch-pathologischen Degeneration ist die Differenzierung bzw. Gewebsreifung. Eine Mutation kann Degeneration bewirken, bedeutet jedoch lediglich wertungsfrei „Veränderung“.
In der Genetik beschreibt die Degeneration des genetischen Codes die Varietät von Basentripletts, die eine Aminosäure codieren.